# Tonsillectomie
Pour les articles homonymes, voir amygdalectomie.
La tonsillectomie ou amygdalectomie — appelée aussi couramment opération des amygdales — est une ablation chirurgicale des amygdales palatines.

## Une histoire très ancienne
Vieille de plus de 2 000 ans, l'amygdalectomie fait partie des interventions les plus anciennement pratiquées.
Pour réduire le volume des amygdales hypertrophiées les chirurgiens de l'antiquité proposaient l'exérèse totale, partielle, ou encore la cautérisation. En ces temps où l'anesthésie n'existait pas, le risque hémorragique était redoutable. La rapidité d'exécution du geste était primordiale.

### La cautérisation
Elle eut la faveur de certains praticiens en raison de l'absence de risque hémorragique. La cautérisation peut être thermique avec un cautère métallique en fer ou en or, ou chimique avec des caustiques (potasse, ammoniaque, mercure), appliqués à l'aide d'un linge essoré.

### L'amygdalectomie
1. Aulus Cornelius Celsus (Celse) (Ier siècle) décrit une amygdalectomie par énucléation au doigt.
2. Paul d'Égine (625?, 690?) écrit dans son 6e livre : « Ayant placé le malade devant les rayons du soleil, et lui ayant ordonné d'ouvrir la bouche, pendant qu'un aide lui contient la tête et qu'un autre, avec un glossocatoque, lui presse la langue sur la mâchoire inférieure, nous-mêmes saisissons un crochet avec lequel nous traversons l'amygdale et l'attirons autant que nous pouvons, prenant garde d'attirer en même temps les membranes. Ensuite nous la séparons tout entière de sa base avec l'ankilotome approprié à notre main. »
3. Ambroise Paré (1510-1590) utilise un serre nœud pour lier le pédicule si celui-ci est suffisamment étroit.
4. Richard Wiseman (en) (1622-1676), chirurgien du roi Charles II, décrit dans son traité comment après avoir tracté l'amygdale, il place une ligature autour de la base de la glande et comment ensuite, il l'excise avec des ciseaux.
5. William Cheselden (1688-1752), pour éviter le risque de saignement, lorsque le pédicule de l'amygdale est trop large, propose de percer la base de la glande pour y passer deux fils et lier séparément les deux moitiés du pédicule. On attend quelques jours que l'amygdale se détache.
6. Philips Physick (en) (1786-1837) de Philadelphie, crée un amygdalotome précurseur des pinces à anneaux actuelles. C'est à Greenfield Sluder (de) (1865-1928) qu'on doit l'invention de l'instrument qui porte son nom et qu'utilisent presque tous les laryngologistes au XXe siècle.

## L'amygdalectomie aujourd'hui
Environ 75 000 ablations des tonsilles ont été pratiquées en 2002, en France (enfants dans 90 % des cas). Selon Weil-Olivier et al. « les amygdalites à répétition (ou angines), justification principale historique des amygdalectomies, devraient voir leur indication se restreindre devant la précision du diagnostic (test de diagnostic rapide), la qualité de l'antibiothérapie et l'amélioration de la prise en charge de la douleur ».
En 2010, 35 000 ablations des tonsilles ont été réalisées chez des mineurs.
Grâce aux progrès de l'anesthésie générale et à l'utilisation systématique de l'intubation trachéale qui protège les voies respiratoires, le chirurgien peut opérer tout en maitrisant le risque hémorragique pendant l'intervention.
Deux techniques se partagent la faveur des opérateurs :
- l'amygdalectomie par dissection peut être utilisée tant pour les adultes que pour les enfants ;
- l'amygdalectomie à la pince à anneau (Sluder) garde ses partisans pour l'amygdalectomie de l'enfant ; sûre et rapide, cette technique est sur le point de disparaître car elle n'est plus enseignée.

L'anesthésie se faisait autrefois à l'éther diéthylique et aujourd'hui avec une courte anesthésie générale. Un changement du timbre de la voix et des difficultés à déglutir peuvent provisoirement apparaître à la suite de l'opération et un effet adverse sur l'avenir d'enfants atopiques a été évoqué, mais est encore discuté. L'amydalectomie est aussi fréquemment suivie d'une prise de poids, qui peut poser problème si elle devient excessive. La seule complication postopératoire à risque grave est « l'hémorragie à la chute d'escarres survenant entre le huitième et le douzième jour ».

## Indications
Il s'agit d'une opération courante, et d'un geste traditionnel visant à résoudre des problèmes d'hypertrophie amygdalienne (notamment quand cette hypertrophie est source d'apnées du sommeil). Elle n'a que peu de contre-indications et concerne presque toujours des enfants (dès l'âge de 9 mois). La fréquence de cette opération a diminué depuis la fin de la seconde partie du XXe siècle et les indications de cette opération ont changé. On tend peut-être à plus respecter les amygdales car elles sont l'une des premières barrières immunitaires des voies aériennes supérieures et parce qu'on reconnait plus d'importance aux fonctions immunitaires des tissus lymphoïdes et en particulier aux tissus lymphoïdes associés au tube digestif responsables de « la capture des antigènes muqueux, présentation aux lymphocytes, prolifération des lymphocytes B et T spécifiques de ces antigènes, différenciation en lymphocytes effecteurs et immuns. À la surface des amygdales, des cellules épithéliales expriment des moyens de défense non spécifiques », néanmoins l'amygdalectomie est réputée sans conséquence immunologique générale.
Les indications font l'objet, en France, de recommandations publiées par la Haute Autorité de santé en 2006.
Le plus souvent, l’indication d’une amygdalectomie repose sur des arguments fournis par l’interrogatoire du patient et les données de l’examen clinique. L’intervention est recommandée en cas :

### Amygdales infectieuses
1. Infection aiguë dont les signes inflammatoires locaux et régionaux persistent 3 mois ou plus et ne répondant pas à un traitement médical bien conduit et bien suivi.
2. Infection chronique de l’amygdale ayant résisté à un traitement médical bien conduit et bien suivi : à partir de trois épisodes infectieux par an depuis plusieurs années, ou d'au moins 5 épisodes infectieux dans l’année et après une période d’observation de 6 mois minimum.
3. Récidive d’abcès ou phlegmon péri-amygdalien.

### Suspicion de tumeur
1. Devant une tuméfaction unilatérale d’une amygdale, l’amygdalectomie s’impose sans délai pour réaliser les examens histologiques nécessaires.

### Obstruction des voies respiratoires
1. Hypertrophie amygdalienne bilatérale avec signes d’obstruction des voies aériennes supérieures, retentissant sur la croissance staturo-pondérale, entraînant des troubles du développement maxillo-facial, dentaire, des troubles de la mastication et du langage.
2. Syndrome d’apnées obstructives du sommeil de l’enfant lié à l’hypertrophie des amygdales et des végétations adénoïdes. C’est une indication formelle d’amygdalectomie associée à une adénoïdectomie. Elle constitue les trois quarts des indications de cette intervention aux États-Unis[5].

## Complications
Le principal risque est le risque hémorragique, qui touche environ 1 patient sur 100, et qui est le plus important dans les six heures qui suivent l'opération ; il existe une deuxième période critique, entre le 6e et le 10e jour suivant l'opération, et qui impose le repos durant la convalescence. Il existe des cas exceptionnels de décès, estimés à 1 sur 50 000 interventions.